# Paddington 2
Paddington 2 je britsko-francouzský rodinný komediální film, režírovaný Paulem Kingem, který spolupracoval na scénáři se Simonem Farnabym. Film pojednává o příhodách medvídka Paddingtona. Ve filmu hrají Hugh Grant, Brendan Gleeson, Hugh Bonneville, Sally Hawkins, Julie Waltersová, Jim Broadbent, Peter Capaldi, Madeleine Harris, Samuel Joslin a svůj hlas propůjčil Ben Whishaw. Natáčení začalo v říjnu roku 2016 a premiéra proběhla 10. listopadu 2017.

## Obsazení
| Ben Whishaw      | Paddington (hlas) |
| Hugh Grant       | Phoenix Buchanan  |
| Brendan Gleeson  | Knuckles McGinty  |
| Hugh Bonneville  | Henry Brown       |
| Sally Hawkins    | Mary Brown        |
| Julie Waltersová | paní Birdová      |
| Jim Broadbent    | Samuel Gruber     |
| Peter Capaldi    | pan Curry         |
| Madeleine Harris | Judy Brown        |
| Samuel Joslin    | Jonathan Brown    |
| Imelda Staunton  | teta Lucy (hlas)  |

## Produkce
V dubnu 2015 David Heyman, producent filmu Paddington potvrdil sequel filmu. Také bylo oznámeno, že Paul King se vrátí na pozici režiséra a se scénářem mu tentokrát pomůže Simon Farnaby. V říjnu 2016 bylo oznámeno obsazení filmu. Natáčení začalo ten samý měsíc.

## Přijetí
Film měl premiéru 10. listopadu 2017 ve Velké Británii.